# Yannick Drews
Yannick Drews (* 30. Juli 1997 in Regensburg) ist ein deutscher Eishockeyspieler, der seit Juli 2025 bei den Hannover Scorpions aus der drittklassigen Oberliga unter Vertrag steht und dort auf der Position des Verteidigers spielt. Zuvor war Drews unter anderem für die Bayreuth Tigers, Tölzer Löwen, Ravensburg Towerstars und Dresdner Eislöwen in der DEL2 aktiv.

## Karriere

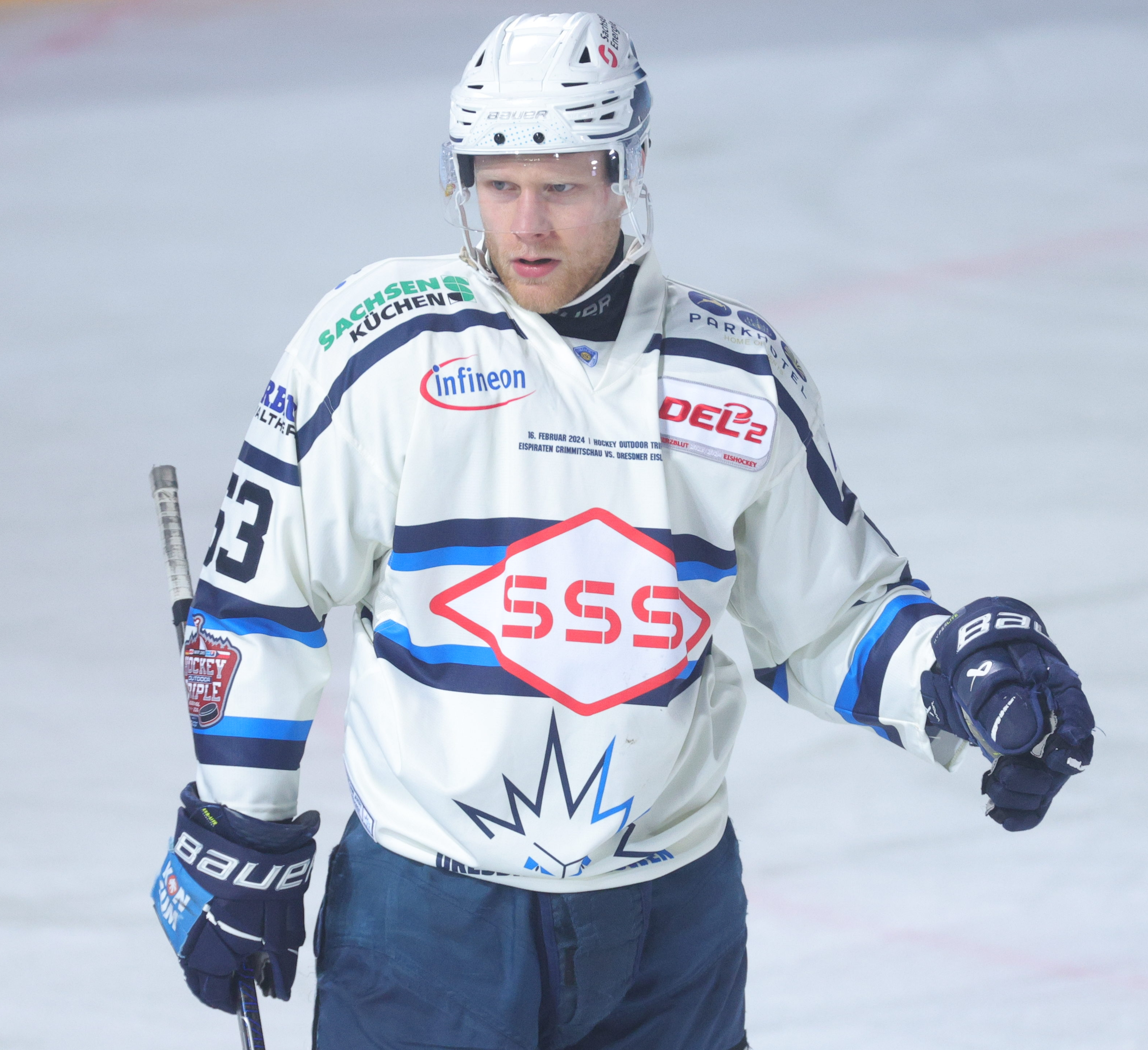
Drews im Trikot der Dresdner Eislöwen (2024)

Yannick Drews begann seine Karriere als Eishockeyspieler in der Nachwuchsabteilung des EV Regensburg, für den er von 2009 bis 2012 in der Schüler-Bundesliga sowie Jugend-Bundesliga aktiv war. Mit der Jugend-Bundesliga-Mannschaft gewann der Stürmer in der Saison 2011/12 die Deutsche Jugendmeisterschaft, was die Teilnahme des EV Regensburg an der Deutschen Nachwuchsliga (DNL) bedeutete. Zur Saison 2012/13 wechselte er in das Schüler-Bundesliga-Team des Mannheimer ERC. In den Spielzeiten 2013/14 und 2014/15 lief er für die Jungadler Mannheim in der DNL auf, mit denen er jeweils die DNL-Meisterschaft gewann.
Zur Saison 2015/16 wechselte der Drews zurück zu seinem Heimatverein EV Regensburg in die drittklassige Oberliga Süd. Nach zwei Spieljahren in der Oberliga wechselte er zur Saison 2017/18 eine Liga höher zu den Bayreuth Tigers in die DEL2. In der Saison 2018/19 spielte der Junioren-Nationalspieler für den Klassenkonkurrenten Tölzer Löwen. Auch dort fand Drews keine sportliche Heimat und wechselte bereits zur Spielzeit 2019/20 zu den Ravensburg Towerstars, für die er bis zum Frühjahr 2021 auflief. Zur Saison 2021/22 unterzeichnete der Offensivspieler einen Einjahresvertrag beim DEL2-Klub Dresdner Eislöwen, der bereits im Dezember 2022 vorzeitig um zwei Jahre verlängert wurde. Ab der Spielzeit 2024/25 kam der gelernte Stürmer in Dresden als Verteidiger zum Einsatz. Im Frühjahr 2025 gelang Drews mit den Eislöwen der Gewinn der Meisterschaft der DEL2, der gleichbedeutend mit dem Aufstieg in die Deutsche Eishockey Liga (DEL) war.
Die Wege von Drews und den Eislöwen trennten sich jedoch nach dem DEL-Aufstieg, sodass der er zur Saison 2025/26 zu den Hannover Scorpions in die Oberliga wechselte.

### International
Drews nahm mit der deutschen U17-Nationalmannschaft an der World U17-Challenge im Januar 2014 teil. Anschließend spielte er mit der deutschen U18-Auswahl bei der U18-Junioren-Weltmeisterschaft 2015 in der Top-Division. In den Jahren 2016 und 2017 stand er im Kader der deutsche U20-Nationalmannschaft in der Division IA.

## Erfolge und Auszeichnungen
- 2012 Deutscher Jugendmeister mit dem EV Regensburg
- 2014 DNL-Meister mit den Jungadler Mannheim
- 2015 DNL-Meister mit den Jungadler Mannheim
- 2025 DEL2-Meister und Aufstieg in die DEL mit den Dresdner Eislöwen

## Karrierestatistik
Stand: Ende der Saison 2024/25

### International
Vertrat Deutschland bei:
- World U-17 Hockey Challenge Januar 2014
- U18-Junioren-Weltmeisterschaft 2015
- U20-Junioren-Weltmeisterschaft der Division IA 2016
- U20-Junioren-Weltmeisterschaft der Division IA 2017

(Legende zur Spielerstatistik: Sp oder GP = absolvierte Spiele; T oder G = erzielte Tore; V oder A = erzielte Assists; Pkt oder Pts = erzielte Scorerpunkte; SM oder PIM = erhaltene Strafminuten; +/− = Plus/Minus-Bilanz; PP = erzielte Überzahltore; SH = erzielte Unterzahltore; GW = erzielte Siegtore; 1 Play-downs/Relegation; Kursiv: Statistik nicht vollständig)